# 虹作戦
虹作戦（にじさくせん）とは、日本のテロ組織、東アジア反日武装戦線による昭和天皇の暗殺計画である。日本政府に対する反乱の一環として企てられた。
決行日は1974年（昭和49年）8月14日とされ、東北本線の荒川鉄橋に爆弾を仕掛け、昭和天皇が乗車する列車を爆破するという方法が立案された。しかし、最終的には爆破作戦は実行されず、虹作戦は未遂に終わった。

## 概要

### 立案
1970年（昭和45年）春、法政大学の学生で中核派出身の大道寺将司らが結成した「Lクラス闘争委員会」は尖鋭化の一途をたどり、極端な反日思想のもと実力行使も辞さないまでに過激化していった。1972年（昭和47年）冬、「東アジア反日武装戦線」を名乗る大道寺らは本格的な武装闘争の準備を開始、そのターゲットの中には、第二次世界大戦によって「幾千万人ものアジア人民を圧殺した、この大犯罪人を処刑することは、反日思想の当然の帰結である」として昭和天皇が上がっていた。
1973年（昭和48年）頃から、暗殺計画が浮上していたが、具体化し始めるのは翌1974年（昭和49年）からである。犯人グループは天皇の行動を調べ、全国各地で多様な公務をこなしながらも毎年8月14日だけは那須御用邸から皇居にお召し列車で帰還し、翌8月15日の全国戦没者追悼式に備えるという行動パターンをつかんだ。彼らはこのお召し列車を天皇もろとも爆破することを決意、爆弾の設置場所は、埼玉県と東京都の都県境に架かる東北本線・赤羽 - 川口間の「荒川橋梁」とした。彼らは「昭和49年8月14日」をもって昭和時代を終わらせる作戦に高揚したという。
ちょうどその頃から「セジット」という爆薬の開発が進められ、1974年（昭和49年）8月14日の決行日に合わせるために急ピッチで爆弾が製造された。
当初は無線による遠隔操作でお召し列車通過のタイミングに合わせて鉄橋の線路を爆破するつもりだったが技術的問題により挫折し、有線方式での爆破を企てた。

### 決行
1974年（昭和49年）8月14日の作戦実施に向け、行動が開始された。
迷彩を企図して黒装束に身を包み、殺傷能力を持たせた改造モデルガンとナイフで武装した彼らは、前々日の深夜より三夜にわたる予定で、爆弾を爆発させるための電線の敷設を行い始めた。しかし、二日目（爆破計画前夜）の作業中、私服警察官とも浮浪者や変質者とも考えられる正体不明の第三者が橋脚付近に姿を現し、周囲を徘徊し始めた。これを自分たちに対する監視、包囲の動きかもしれないと警戒した犯人グループは計画を察知されることを恐れ敷設を断念、計画は未遂に終わった。近い将来に虹作戦を再び行うため、電線はすべて回収し、証拠を隠滅した。
犯人グループの計画では、お召し列車が走る全区間で警察や国鉄関係者による最終調査・点検と警備が実施されることが考慮されておらず、仮に電線の敷設が完了していても、事前に察知される可能性があったことは否定できない。事実、虹作戦当日の荒川鉄橋でも通過時間の前後には警察官らが不審物の検索を行い、お召し列車の警備に当たった。また、爆弾を仕掛けようとしたのは現在の宇都宮線区間の東北本線上り線の橋梁だったが、実際にお召し列車が通過したのは現在湘南新宿ライン南行などが運行される隣接する東北貨物線上り線であった。
この虹作戦のために製造されていた爆薬「セジット」は、後に「三菱重工爆破事件」に使用されている。この事件は大量の死傷者を出す太平洋戦争後最悪の爆弾テロとなったが、予想を上回る大惨事になったのは、本件で列車・橋梁爆破に使うはずだった強力な爆弾を転用して市街地の歩道に設置したためである。
翌年の1975年（昭和50年）5月19日にメンバーが一斉逮捕されたため、虹作戦が再度実行に移されることはなかった。

## 作戦名の由来
この作戦が決定した際、彼らが連想したのは橋の爆破で列車もろとも川に転落するという結末をむかえる映画『戦場にかける橋』である。そのとき大道寺将司が「虹の彼方に」を口ずさんだことで、両者が結合し「戦場にかける橋」＋「虹の彼方に」＝「虹をかける橋」→「虹をかける作戦」→「虹作戦」という作戦名が決定した。